# Helena Moreira
Helena Genowefa Moreira – polska farmaceutka, doktor habilitowany nauk medycznych i nauk o zdrowiu.

## Życiorys
W 1995 r. ukończyła studia analityki medycznej w Akademii Medycznej we Wrocławiu, w 2010 r. obroniła pracę doktorską, w 2024 r. habilitowała się. Pracuje na stanowisku adiunkta w Katedrze Podstaw Nauk Medycznych i Immunologii na Wydziale  Farmaceutycznym Uniwersytetu Medycznego im. Piastów Śląskich we Wrocławiu.